# Gaststätte Hirschau

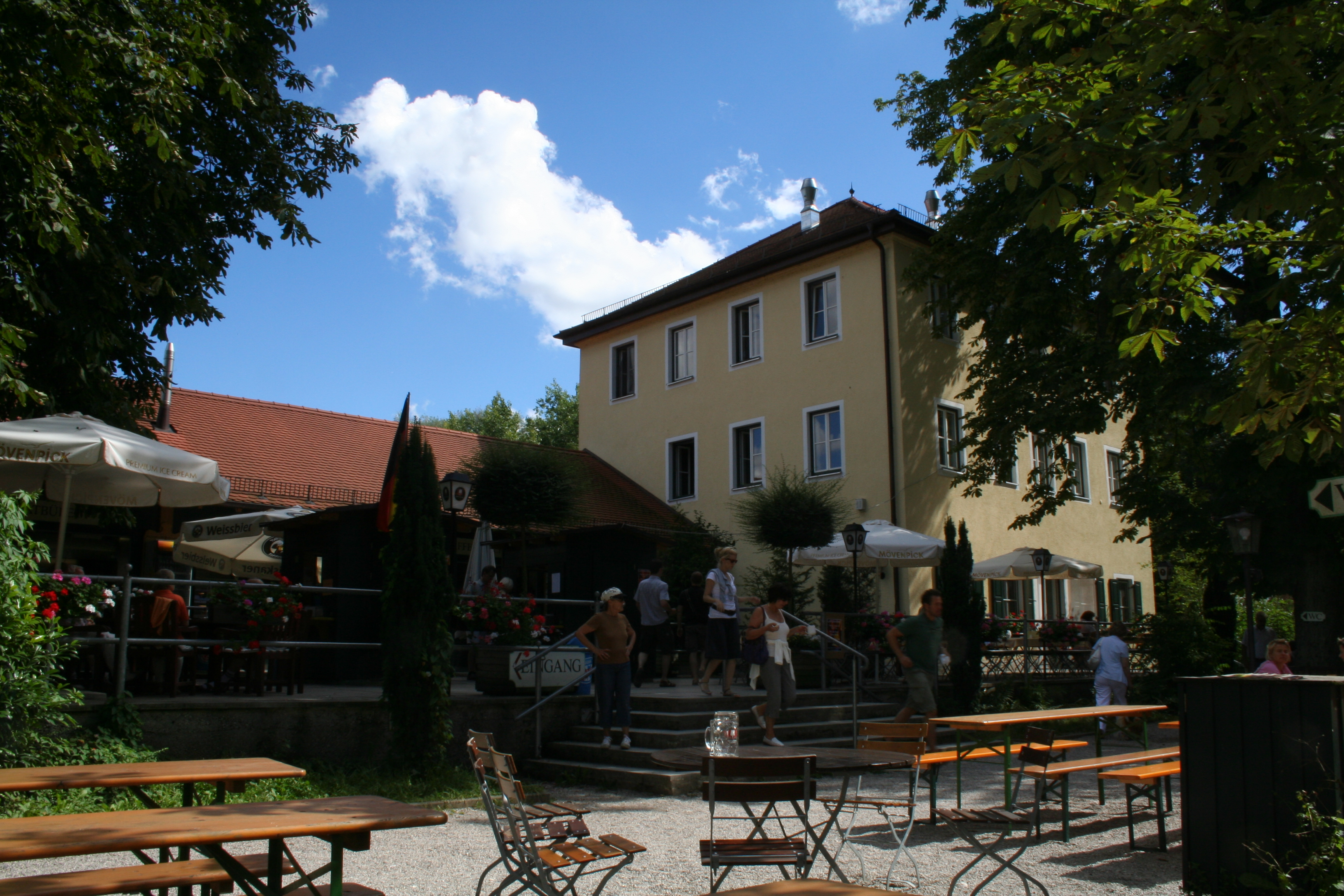
Das denkmalgeschützte Haupthaus der Anlage

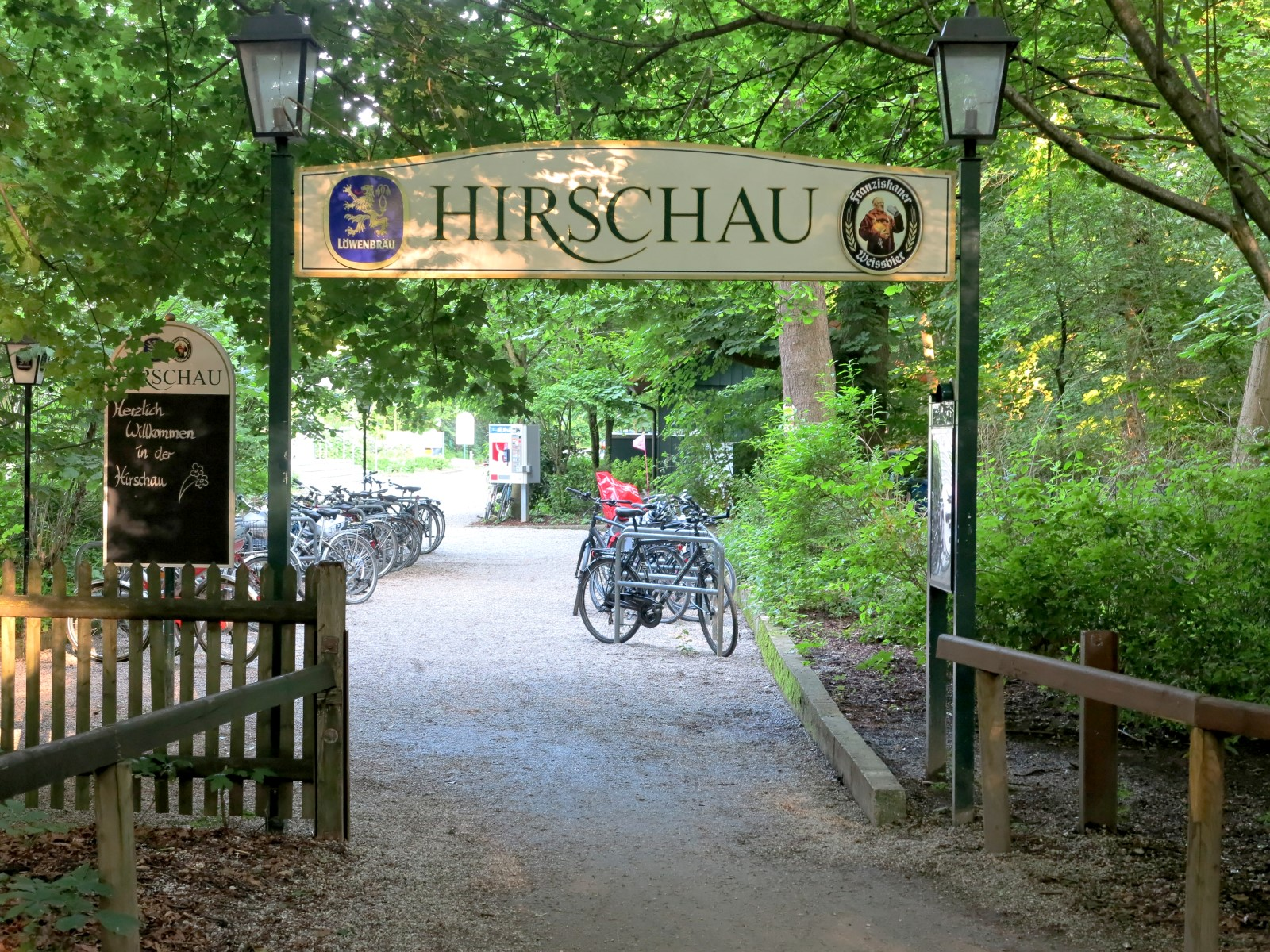
Zugang zum Hirschau-Biergarten

Die Gaststätte Hirschau ist ein Restaurant mit Biergarten im Münchener Stadtbezirk Schwabing-Freimann. Die Gaststätte liegt in der Hirschau, dem Nordteil des Englischen Gartens, an der Gyßlingstr. 15. Das Restaurant unterhält neben der Gaststätte Aumeister einen der zwei Biergärten in der Hirschau. Etwa 500 Meter südwestlich liegt der Biergarten der Gaststätte Seehaus am Kleinhesseloher See jenseits des Mittleren Rings im Südteil des Englischen Gartens. Der mit Kastanien bestandene Biergarten bietet 1.300 Plätze. Im Restaurant befinden sich 240 und auf der Terrasse weitere 84 Plätze. Ausgeschenkt wird Bier von Löwenbräu und Franziskaner.

## Geschichte
Im Jahr 1839 wurde ein Gaststättengebäude errichtet. Ab 1840 wurden hier von einem Münchener Wirt unter dem Namen „Zum Hasenstall“ die Arbeiter der nahegelegenen, 1837 von Joseph Anton von Maffei erworbenen Eisenwerk in der Hirschau versorgt. Kurze Zeit später entwickelte sich die Gaststätte zu einem Ausflugslokal.
1874 wurde das Gasthaus durch Baumeister Josef Wolf auf drei Geschosse aufgestockt. Seitdem trägt es ein Dach in kubischer Zeltdachform sowie eine schlichte, klassizistisch anmutende Fassade. Das Objekt steht unter Denkmalschutz. Einem Antrag zur Genehmigung der Errichtung von zwei Kegelbahnen stimmte der Magistrat der Stadt 1894 zu; fortan firmierte die Gaststätte als „Schank- und Bierwirtschaft Hirschau nebst Kegelbahnen und Gartenbetrieb“. 1902 wurde noch ein weiterer ebenerdiger Anbau errichtet.
Im Sommer 2001 kam es zu einer Totalsanierung des Gebäudeensembles. Bis zum Jahr 2005 betrieb der Wiesn-Wirt Peter Schottenhamel die Gaststätte. 2006 wurden Thomas Böhm (Inhaber des „Grasbrunner Hofes“) und Christian Hoyer (Inhaber des „Kloster Bräustüberls“ im Franziskanerinnenkloster Reutberg) die dortigen Pächter. Von denen übernahm Anfang 2013 ein weiterer Wiesnwirt, Ludwig Hagn, die Hirschau. Er erwarb die Immobilie von der Sedlmayr Grund und Immobilien KGaA.
Seit Sommer 2021 befindet sich auf dem Grund der Hirschau das Gourmetrestaurant 1804 Hirschau. Unter Küchenchef Lukas Adebahr wurde das Restaurant 2025 mit einem Michelinstern ausgezeichnet.